# Поверхностная релаксация
Поверхностная релаксация (англ. surface relaxation) — модификация (перестройка) приповерхностного слоя кристалла, при которой атомная структура верхнего слоя остается той же, что и у соответствующих атомных плоскостей в объёме, но расстояние между первым и вторым слоем или их взаимное положение отличаются от таковых в объёме.

## Описание
Релаксация подразделяется на нормальную и латеральную, называемую также параллельной или тангенциальной. Нормальная релаксация соответствует случаю, когда атомная структура верхнего слоя та же, что и в объёме, но расстояние между верхним и вторым слоем отличается от расстояния между плоскостями в объеме (рис. а). В чистом виде нормальная релаксация наблюдается в металлах. В большинстве случаев имеет место уменьшение первого межслоевого расстояния; для более глубоких слоёв отклонение от объемного значения межслоевого расстояния уменьшается с глубиной, часто осцилляторно. Иногда также наблюдается однородное смещение верхнего слоя параллельной поверхности (рис. б); в этом случае говорят о параллельной или тангенциальной релаксации. Она наблюдается в основном на высокоиндексных плоскостях с низкой концентрацией атомов.

## Источник
- Оура К., Лифшиц В. Г., Саранин А. А. и др. Введение в физику поверхности / Под ред. В. И. Сергиенко. — М.: Наука, 2006. — 490 с.